# Wybory prezydenckie w Salwadorze w 2009 roku
Wybory prezydenckie w Salwadorze odbyły się 15 marca 2009. Głównymi kandydatami byli: Rodrigo Ávila (ARENA) i Mauricio Funes (FMLN).

## Wyniki
| Skrót | Skrót | Paria                                              | Kandydat       | Wynik wyborczy |
| ----- | ----- | -------------------------------------------------- | -------------- | -------------- |
|       | FMLN  | Front Wyzwolenia Narodowego im. Farabunda Martíego | Mauricio Funes | 51,3%          |
|       | ARENA | Narodowy Sojusz Republikański                      | Rodrigo Ávila  | 48,7%          |